# Double Wedding
Double Wedding is een film uit 1937 onder regie van Richard Thorpe.

## Verhaal
Charles 'Charlie'/'Horse' Lodge helpt zijn vriend Waldo zijn verloofde terug te winnen. Ondertussen wordt hij verliefd op haar zus.

## Rolverdeling
| Acteur         | Personage                          |
| -------------- | ---------------------------------- |
| William Powell | Charles 'Charlie'/'Horse' Lodge    |
| Myrna Loy      | Margit 'Baby' Agnew                |
| Florence Rice  | Irene Agnew                        |
| John Beal      | Waldo Beaver                       |
| Jessie Ralph   | 'Stonewall Jackson' Kensington-Bly |
| Edgar Kennedy  | Spike                              |
| Sidney Toler   | Meneer Keough                      |
| Mary Gordon    | Mevrouw Keough                     |
| Barnett Parker | Meneer Flint                       |